# Menai (ožina)
Ožina Menai (valižansko Afon Menai, River Menai) ali Menajska ožina je ozek pas vode plitvega plimovanja, dolg okoli 25 km , ki ločuje otok Anglesey od celinskega Walesa.
Ožina ima most na dveh krajih – glavna cesta A 5 poteka čez ožino prek železnega visečega mostu, ki ga je zgradil Thomas Telford, prvi te vrste, in je bil dan v promet januarja 1826. Ob tem je Robert Stephenson leta 1850 zgradil most Britannia. Prvotno je bil narejen za železniški promet iz dveh pravokotnih polj iz kovanega železa, vendar je bil po katastrofalnem požaru leta 1970, ko so ostali le apnenčasti stebri, obnovljen z jeklenimi segmentnimi nosilci, zdaj pa se uporablja za železniški in cestni promet. Med mostovoma je sredi ožine majhen otok, Ynys Gorad Goch, na katerem so zgradili hišo in gospodarska poslopja, okoli katerih so ostanki ribjih pasti, ki se ne uporabljajo več.
Širina ožine se spreminja od 400 metrov pri trdnjavi Belan do točke Abermenai do 1100 m pri Traethi Gwylltu  do gradu Caernarfon. Nato se zoži na približno 500 metrov v srednjem toku (Y Felinheli in Menajski most) in potem spet razširi. Pri Bangorju, Garth Pier, je 900 metrov široka. Nato se razširi navzven in je med otokom Puffin (valižansko Ynys Seiriol) do Penmaenmawra široka približno 7,5 km. Različna plima na obeh koncih ožine je razlog za zelo močne tokove, ki tečejo v obeh smereh skozi ožino ob različnih obdobjih in ustvarjajo nevarne razmere. Eno najnevarnejših območij v ožini je znano kot Swellies (ali Swillies – valižansko Pwll Ceris) med mostovoma. Tu so kamnine blizu površine, kar je vzrok za več padcev, in lokalni vrtinci, ki so lahko precej nevarni, povzročajo, da se majhni čolni razbijejo ob skalah. Tu se je leta 1953 potopila vadbena ladja HMS Conway. Vstop v ožino na koncu pri Caernarfonu je tudi nevaren zaradi spreminjajočih se peščenih brežin, ki delajo sipine. Na kopnem je na tej točki obrambna trdnjava Belan iz 18. stoletja, zgrajena med ameriško vojno za neodvisnost.

## Nastanek
Današnja ožina je posledica ledeniške erozije kamnin vzdolž črte, povezane s sistemom preloma. V vrsti pleistocenskih poledenitev so se ledeni pokrovi preselili s severovzhoda na jugozahod po Angleseyju in sosednjem Arfonu, obrusili temeljno kamnino, katere deli potekajo tudi v tej smeri. Posledica je bila vrsta linearnih kamninskih kotanj po vsej regiji, najgloblje je zalilo morje, ko se je raven oceanov povečala ob koncu zadnje ledene dobe.

## Plimovanje
Učinki plimovanja, ugotovljeni ob bregovih ožine, so lahko tudi zavajajoči. Večja plima z jugozahoda povzroča, da teče voda od severa proti vzhodu, ko se dvigne nivo vode v ožini. Voda teče tudi okrog Angleseyja, medtem ko šele po nekaj urah začne teči v ožini v jugozahodni smeri iz Beaumarisa. Do takrat plimovanje s caernarfonskega konca oslabi, plima pa še naprej narašča v višino, vendar se smer plimovanja obrne. Podobno zaporedje se kaže v nasprotnem vrstnem redu, ko se začne oseka. To pomeni, da se počasna voda med mostovoma po navadi pojavlja približno eno uro pred plimo ali oseko.
Teoretično je mogoče prebroditi ožino v Swelliesu pri nizki vodi, saj je lahko globoka manj kot 0,5 m. Toda v tem času je tok zelo močan, okoli 4,8 vozla (8,9 km/h), zaradi česar je prehod zelo težaven. Drugje v ožini globina ni nikoli manj kot 2 m do Lavan sands, ko velike peščene naplavine dosežejo tiste onstran Bangorja.

## Ekologija

### Morje
Ker so v ožini tako nenavadne razmere plimovanja, zaradi zelo nizke višine valov in zatočiščnega položaja ima ožina enkratno in raznovrstno bentoško ekologijo.
Globina kanala je do 15 metrov in tok lahko presega hitrost 7 vozlov (13 km/h). Voda je zelo bogata s spužvami.
Obstoj te enkratne ekologije je bil pomemben dejavnik pri ustanovitvi šole za oceansko znanost v Menai Bridgeu, ki je del Valižanske univerze v Bangorju, in za njen status posebnega ohranitvenega območja z morskimi sestavinami (special area of conservation with marine components). Vode so predlagane tudi za Morski naravni rezervat (Nature Reserve Marine).

### Kopno
Enkratna  ekologija in geomorfologija sta oblikovali tudi številne kraje posebnega znanstvenega zanimanja (Site of Special Scientific Interest – SSSI) ob ožini, kot so Glannau Porthaethwy, gozd bršljana (Hedera) – hrasta – jesena na južni obali (Coedydd Afon Menai) in Lavan Sands (valižansko Traeth Lafan).
Velik del zemljišča na Angleseyju na vzhodnem koncu ožine je označen kot območje izjemne naravne lepote.

## Znamenitosti
- grad Beaumaris in mesto  Beaumaris
- Bangor
- grad Caernarfon
- most Menai
- Y Felinheli (prej Port Dinorwic v Angliji)

Severno od železniškega mostu na Anglesey je znano naselje z imenom Llanfairpwllgwyngyllgogerychwyrndrobwllllantysiliogogogoch.

## Zgodovina
V sagi Heimskringla iz 11. stoletja je nordijskogalski vladar Echmarcach mac Ragnaill ropal po Walesu s prijateljem Vikingom Guttormom Gunnhildssonom. Prepirati sta se začela za plen. V bitki pri Menajski ožini je bila bitka. Guttorm je zmagal s pomočjo svetega Olafa, Echmarcach pa je bil ubit.
V 12. stoletju je Orkneyinga saga pripovedovala o poznejših vikinških napadih in bitki v ožini, ki je igrala pomembno vlogo v življenju Magnusa Erlendssona, grofa Orkneyjskega, prihodnjega svetega Magnusa. Bil je znan po pobožnosti in nežnosti. Ni se hotel boriti pri napadu na Anglesey. Ostal je na svoji ladje in prepeval psalme. O tem pripovedujeta roman Magnus, ki ga je napisal škotski pisatelj George Mackay Brown leta 1973, in opera iz leta 1977 Mučeništvo svetega Magnusa, ki jo je napisal Peter Maxwell Davies. Prvi od devetih delov opere se imenuje Bitka v Menajski ožini (The Battle of Menai Strait).
Od leta 1890 do leta 1963 so izletniški parniki družbe Liverpool and North Wales Steamship Company pluli iz Liverpoola in Llandudna skozi Menajsko ožino in okoli Angleseya. Po prostovoljni likvidaciji družbe leta 1962 je storitve za nekaj časa prevzel P in A Campbell. Zdaj vsako poletje izletniška ladja MV Balmoral dva tedna opravlja podobno storitev.